# The Voice +
The Voice + (pronunciado como The Voice Mais) é um talent show brasileiro produzido e exibido pela TV Globo entre 17 de janeiro de 2021 e 3 de abril de 2022, em duas temporadas com o total de 22 episódios. O programa foi a versão brasileira do formato original holandês The Voice Senior (baseado no original The Voice of Holland—que por sua vez foi criado por John de Mol—), permitindo a participação de maiores de 60 anos.
Foi apresentada por André Marques, nos bastidores por Thalita Rebouças (substituída por Thaís Fersoza na segunda temporada)—ambos já apresentaram a versão infantil do programa: na primeira temporada, Claudia Leitte, Daniel, Ludmilla e Mumuzinho foram os técnicos— estes primeiros dois já foram jurados da versão adulta e esta primeira também participou como técnica da versão infantil, assim como este último, que entrou para substituí-la na fase ao vivo da 5ª temporada e Ludmilla é a unica técnica inédita na franquia—; e na segunda temporada, Fafá de Belém, Carlinhos Brown e Toni Garrido entram no time de jurados (substituindo Claudia Leitte, Mumuzinho e Daniel).

## Produção
A série faz parte da franquia The Voice e é baseado em um formato de competição semelhante na Holanda, intitulado The Voice of Holland. Porém, o The Voice + é uma competição destinada a idosos maiores de 60 anos.
Na primeira temporada, o programa teve a apresentação de André Marques. Com Thalita Rebouças nos bastidores do programa, entrevistando os participantes e mandando recados para o público. Ambos já eram apresentadores da versão infantil do programa desde 2017.
Em janeiro de 2022, foi anunciado que Thaís Fersoza entra no lugar de Thalita na segunda temporada.
Apresentadores
Legenda
     Apresentador
     Bastidores
| Apresentador     | Temporada | Temporada |
| Apresentador     | 1         | 2         |
| ---------------- | --------- | --------- |
| André Marques    |           |           |
| Thalita Rebouças |           |           |
| Thaís Fersoza    |           |           |

## Exibição
A primeira temporada foi exibida aos domingos, a tarde, assim como a versão infantil e o primeiro ano da versão adulta. O reality foi transmitido depois da sessão de filmes Temperatura Máxima. Teve um total de doze episódios nessa primeira exibição.
O Programa também foi reapresentado no canal Multishow, as Segundas Feiras, em horário alternativo.

## Fases
Atualmente o programa conta com as fases Audições às Cegas, Tira-Teima, Top dos Tops, Semifinal e a Final. Ao contrário da versão original, nessa versão não há a fase das batalhas.

### Audições às Cegas
Na fase de Audições às Cegas, exibida nos quatro primeiros episódios, os candidatos se apresentam para os técnicos que ficam de costas apenas ouvindo a apresentação, sem contato visual. O técnico interessado na voz deve apertar o botão "Eu Quero Você" para a cadeira virar e assistir a apresentação. Se um técnico apertar, o candidato é limitado a aquela equipe. Se mais técnicos apertarem, o candidato deve decidir em qual time ficar dentre os que apertaram o botão. Se nenhum apertar, o candidato não avança para a fase seguinte. Cada técnico deve formar um time de 12 artistas, totalizando 48 participantes.

### Tira-Teima
Nessa versão não há a fase das batalhas, sendo assim, após as audições, vamos para a fase Tira Teima, apresentada na versão original entre 2012 e 2018. Nesta fase, o técnico divide seu time em grupos de três. O integrantes do grupo se apresentam individualmente e em seguida, o técnico salva apenas dois, e a partir da segunda temporada, quem não for salvo pode ser salvo pelo Peguei.  Ao contrário da versão adulta, nessa versão a fase Tira Teima não é exibida ao vivo, e sim gravada previamente, para que não haja contratempos envolvendo o Coronavírus.

### Top dos Tops
Na fase inédita Top dos Tops, os oito participantes restantes em cada time são divididos em dois grupos de quatro, que se apresentam em suas respectivas tardes. Dois candidatos de cada grupo são escolhidos para ir a semifinal, os restantes são eliminados.

### Semifinal
Na semifinal, os quatro candidatos restantes de cada time se apresentam e o técnico escolhe dois para ir a final.

### Final
Nessa etapa final, o único programa ao vivo da temporada, que também conta com a participação do público, os finalistas de cada time se apresentam em uma rodada prévia, e apenas um de cada grupo seguem na disputa. Ao final, o público decide a grande vencedora da edição.

## Técnicos e participantes
O programa foi anunciado por Boninho em 13 de agosto de 2020, em seu Instagram. Em 23 de outubro, Cláudia Leitte, Mumuzinho e Daniel foram anunciados como técnicos. A quarta cadeira incialmente seria ocupada pelo rapper Emicida, que acabou saindo do reality posteriormente. Em 30 de outubro, Ludmilla foi confirmada como quarta técnica. Daniel já esteve presente na versão adulta entre 2012 e 2014. Claudia também já foi integrante do The Voice Brasil entre 2012 e 2016, e já foi técnica do The Voice Kids entre 2018 e 2020. Mumuzinho também esteve na versão kids no ano de 2020, substituindo Claudia na fase ao vivo.
Em 16 de dezembro de 2021, a TV Globo confirmou que a cantora Fafá de Belém, ficará no lugar de Claudia Leitte a partir da segunda temporada.
Em 16 de janeiro de 2022, por conta do surto de COVID-19 no estúdios do programa, Mumuzinho e Daniel tiveram de deixar o programa, sendo substituidos por Carlinhos Brown, original da versão adulta, e Toni Garrido, inédito na franquia.

### Linha do tempo dos técnicos
| Técnico(a) | Técnico(a)      | Temporadas | Temporadas |
| Técnico(a) | Técnico(a)      | 1          | 2          |
| ---------- | --------------- | ---------- | ---------- |
|            | Daniel          |            |            |
|            | Ludmilla        |            |            |
|            | Claudia Leitte  |            |            |
|            | Mumuzinho       |            |            |
|            | Toni Garrido    |            |            |
|            | Fafá de Belém   |            |            |
|            | Carlinhos Brown |            |            |

### Finalistas
Técnico(a) vencedor(a)
| Temporada | Técnicos e finalistas | Técnicos e finalistas | Técnicos e finalistas | Técnicos e finalistas |
| --------- | --- | --- | --- | --- |
| 1         | Daniel | Ludmilla | Claudia Leitte | Mumuzinho |
| 1         | Catarina Neves Fran Martins Abadia Pires Henriette Fraissat Áurea Catharina Eduardo Milan José Mariano Vanderlei Santanna | Dudu França Sueli Rodrigues Marisa Mel Miracy de Barros Dulce Borges Lúcia de Maria Mamá Motta Nice Lea                        | Zé Alexanddre Vera do Canto e Mello Claudya Oscar Henriques Ceiça Moreno João Carlos Albuquerque Ronaldo Barcellos Zeni Ramos | Leila Maria Geraldo Maia Ângela Máximo Renato Castelo Carlos Candeias Celestina Maria Tereza Cristina Yeda Maranhão       |
| 2         | Toni Garrido | Fafá de Belém | Ludmilla | Carlinhos Brown |
| 2         | Vera de Maria Maga Alba Lírio Clarisse Grova Jhusara Eliane Vidal Gilton Della Cella Lucinha Bosco Wander Borges          | Marcília de Queiroz Atilio Ancheta Jozenaldo Pereira Ninah Jo Cássia Portugal Fhernanda Fernandes Ilma Brescia Luciene Sampaio | Maurício Gasperini Denise Pinaud Dilma Oliveira Sabarah Chico Aafa Elizeth Rosa Ernesto Aun Wilma de Oliveira                 | Dionysia Moreira Acaciamaria Geraldo Mamedh Jurandir Vieira Arlindo Moita Avelino Bezerra Marina Tartarini Walter Ramalho |

## Sumário
Legenda de cores
| Time Claudia Time Daniel Time Ludmilla Time Mumuzinho | Time Brown Time Fafá Time Toni |

| Temp. | Ano  | Vencedor(a)        | Outros finalistas | Outros finalistas   | Outros finalistas  | Técnico vencedor | Apresentador  | Bastidores       |
| ----- | ---- | ------------------ | ----------------- | ------------------- | ------------------ | ---------------- | ------------- | ---------------- |
| 1     | 2021 | Zé Alexanddre      | Catarina Neves    | Dudu França         | Leila Maria        | Claudia Leitte   | André Marques | Thalita Rebouças |
| 2     | 2022 | Vera de Maria Maga | Dionysia Moreira  | Marcília de Queiroz | Maurício Gasperini | Toni Garrido     | André Marques | Thaís Fersoza    |

## Audiência
Os dados são providos pelo IBOPE e se referem ao público da Grande São Paulo.
| Temporada | Episódios | Estreia               | Estreia   | Final              | Final     | Média geral (em pontos do IBOPE) | Ref.   |
| Temporada | Episódios | Data                  | Audiência | Data               | Audiência | Média geral (em pontos do IBOPE) | Ref.   |
| --------- | --------- | --------------------- | --------- | ------------------ | --------- | -------------------------------- | ------ |
| 1         | 12        | 17 de janeiro de 2021 | 15,1      | 4 de abril de 2021 | 12,9      | 13.22                            | [ 19 ] |
| 2         | 10        | 30 de janeiro de 2022 | 12,8      | 3 de abril de 2022 | 10,6      | 10.75                            | [ 20 ] |

## Controvérsias
Saída de Emicida do time de jurados
De início, pouco após o anúncio de Cláudia, Mumuzinho e Daniel, o rapper Emicida tinha sido confirmado como a quarta cadeira durante um evento da emissora para o mercado publicitário. Porém, ele teve conflitos de agenda e saiu do projeto, conforme antecipou o colunista Fefito, do UOL. A Cantora Ludmilla foi confirmada como sua substituta poucos dias depois.
Surto de COVID-19 no estúdio
Durante a produção da segunda temporada do programa, aconteceram diversos problemas envolvendo a pandemia de COVID-19. Segundo a coluna Splash e a jornalista Carla Bittencourt, do "Metrópoles", em um único dia de gravações, 76 pessoas que entraram nos estúdios após fazer o teste, positivaram para a doença, causando desfalques na equipe de câmeras, fazendo com que funcionários de São Paulo tivessem que se ir ao Rio de Janeiro cobrir as faltas, no time de  jurados, onde Mumuzinho e Daniel tiveram que deixar o reality e serem substituidos por Toni Garrido e Carlinhos Brown, e nos candidatos selecionados, causando desfalques nos times. O início das gravações foi adiado de 11/01 para 16/01, o que fez a emissora estudar adiar a estreia.
Em nota ao site da UOL, a TV Globo disse "A estreia do programa segue prevista para o dia 30 de janeiro. Assim como todas as empresas, a Globo está acompanhando diariamente a evolução da nova variante da Covid e tomando medidas de acordo com a necessidade, tendo a segurança e a saúde de todos como prioridade sempre".